# Alexandre Bariatinsky
Prince Alexandre Ivanovitch Bariatinsky (2 mai 1814 (14 mai dans le calendrier grégorien) - 25 février 1879 (9 mars dans le calendrier grégorien) ; en russe : Алекса́ндр Ива́нович Баря́тинский) était un militaire russe connu pour ses actions durant la conquête du Caucase.

## Biographie
Né dans le gouvernement de Koursk en 1814, Bariatinsky étudia à l'École de cavalerie Nicolas et intégra en 1833 le prestigieux régiment des chevaliers-gardes en tant que cornette aux côtés du futur tsar Alexandre II. Il servit dans la Guerre du Caucase à partir de 1835 et fut par la suite attaché à la suite du prince Alexandre. Renvoyé dans le Caucase en 1845, il s'illustra contre l'imam Chamil opposé à l'expansion russe dans la région et ses actions lui valurent d'être décoré de la 4e classe de l'ordre de Saint-Georges. L'année suivante, il participa à la répression du soulèvement de Cracovie. Promu major-général, il combattit à nouveau dans le Caucase et fit évoluer les tactiques pour répondre aux problématiques de la guerre en montagne ; son commandement énergique lui permit de remporter de nombreux succès même si ses troupes se livrèrent à d'innombrables exactions.
Lors de la guerre de Crimée, il accompagna le général Vasili Bebutov (en) qui écrasa l'armée ottomane à la bataille de Kurekdere en Arménie russe. À la fin du conflit, il fut placé à la tête de toutes les forces russes dans le Caucase dont il devint le gouverneur. Au cours des trois années qui suivirent, il accrut la pression sur les insurgés qu'il coupa de leurs bases de ravitaillement et la politique de clémence qu'il adopta — un concept novateur pour la Russie de l'époque — permit de réduire les soutiens des rebelles. Chamil se rendit finalement en 1859 et ce succès valut à Bariatinsky une promotion au grade de maréchal ainsi que la 2de classe de l'ordre de Saint-Georges. Sa santé avait cependant été affecté par ses années de services et il fut, à sa demande, relevé de son poste en décembre 1862 et vécut en Suisse jusqu'à sa mort en 1879.